# 莫里·柯尼格
莫里·柯尼格（Mauri König）是一位因為報道關於人口販賣的新聞而屢獲殊榮的巴西記者，擁有報告文學碩士學位。

## 記者生涯
柯尼格於2000年至2001年期間寫了一系列關於巴西兒童被綁架並被迫加入巴拉圭軍隊的文章。於2000年12月19日，三名很可能是巴拉圭警察的男子在柯尼格拍攝了聖阿爾韋托中一間警局的照片後襲擊了柯尼格。攻擊柯尼格的人折磨了他，用鐵鍊鞭打他和用手扼住他，並最後留下他一人等待死亡。但是，柯尼格並沒有死去，且沒有放棄報道關於人口販賣的新聞。柯尼格於2003年因研究巴西-巴拉圭邊界的人口販賣活動，而再次被巴拉圭警察威脅，並最終迫使柯尼格放棄研繼續追查真相。
從2002年開始，柯尼格成為了庫里蒂巴日報《人民新聞報》（Gazeta do Povo）的特約記者。於2004年和2005年期間，柯尼格寫了一系列關於跨境販賣妓女的文章，並最終使販賣妓女的主謀被捕。

## 獲獎
於2002年，他因勇於報道關於人口販賣的新聞而獲頒美洲報業協會獎。
於2006年，柯尼格因「關於人權、民主和發展問題優秀的報道」而獲欧洲联盟委员会頒發洛倫佐納塔利新聞獎。
於2012年，柯尼格獲保護記者委員會頒發CPJ国际新闻自由奖，而国际新闻自由奖是為了表彰在面對攻擊、威脅或監禁時，仍然願意捍衞新聞自由的人。截至2012年為止，柯尼格仍然是巴西調查記者協會的董事會成員。